# Wrocław Mikołajów
Wrocław Mikołajów – przystanek osobowy we Wrocławiu, na osiedlu Szczepin, przy ul. Stacyjnej 5, położony w obrębie skrzyżowania linii nr 271 Wrocław Główny – Poznań Główny oraz linii nr 143 Kalety – Wrocław Popowice WP2. Dworzec znajduje się w bezpośrednim sąsiedztwie ul. Legnickiej, ważnej arterii miejskiej. Według klasyfikacji PKP ma kategorię dworca aglomeracyjnego. Przystanek jest drugim co do popularności na terytorium Wrocławia i pełni ważną rolę w ruchu miejskim i podmiejskim w ramach Dolnośląskich Kolei Aglomeracyjnych.

## Historia
Przystanek (jako stację) otwarto w roku 1906 pod nazwą Breslau Nicolaitor, którą później zmieniono na Breslau Nikolaitor. Po zmianie państwowości stacja uzyskała nazwę Wrocław Mikołajów. W latach 2010-11 wyremontowany został dworzec, a w latach 2012, w związku z remontem linii do Poznania, przebudowano całą stację. Zachowano historyczny charakter dworca, m.in. stary zegar.

## Położenie i urządzenia
Formalnie Wrocław Mikołajów jest przystankiem wchodzącym w skład rozleglej stacji Wrocław Popowice. Możliwy jest tutaj ruch w następujących kierunkach: Wrocław Nadodrze, Wrocław Główny, Wrocław Popowice, Wrocław Stadion, Wrocław Zachodni. Składa się on z budynku dworcowego i czterech krawędzi peronowych na dwóch peronach, połączonych przejściem podziemnym. Na peronach umieszczono wiaty.

## Węzeł przesiadkowy
Do przystanku Wrocław Mikołajów można dojechać komunikacją miejską na przystanek Zachodnia (stacja kolejowa), korzystając z linii:
- Tramwaje: 3, 10, 12, 20, 21, 22,
- Autobusy nocne: 243, 253.

Przed budynkiem dworcowym znajduje się również stacja Wrocławskiego Roweru Miejskiego Stacyjna (Dworzec Mikołajów).

## Połączenia
Na przystanku zatrzymują się pociągi, większości kategorii, wszystkich krajowych przewoźników świadczących usługi przewozów pasażerskich na Dolnym Śląsku (PKP Intercity, Polregio, Koleje Dolnośląskie). Na stacji zatrzymują się pociągi pośpieszne i osobowe. Wrocław Mikołajów posiada połączenia z następującymi stacjami kolei aglomeracyjnej: Wrocław Główny, Bierutów, Jelcz-Laskowice, Kluczbork, Kłodzko Główne, Krotoszyn, Oleśnica, Ostrów Wielkopolski, Rawicz, Trzebnica, Żmigród.
Planuje się również wykorzystanie przystanku Wrocław Mikołajów do uruchomienia pociągów szybkiej kolei miejskiej wykorzystującej południową obwodnicę kolejową Wrocławia.

## Ruch pasażerski
| Rok  | Wymiana roczna | Wymiana pasażerska na dobę | miejsce w Polsce |
| ---- | -------------- | -------------------------- | ---------------- |
| 2017 | 986 000        | 2 700                      | 91               |
| 2018 | 1 100 000      | 3 000                      |                  |
| 2019 | 1 460 000      | 4 000                      | 71               |
| 2020 | 915 000        | 2 500                      | 66               |
| 2021 | 986 000        | 2 700                      | 74               |
| 2022 |                | 4 200                      | 70               |